# EUタクソノミー
EUタクソノミー（イーユータクソノミー、英語: EU taxonomy for sustainable activities）は、2020年に制定、発効された欧州連合（EU）の規則（2020/852）である。

## 概要
環境的に持続可能な経済活動の分類を設定することを目的としている。
欧州グリーンディールを達成するためのサステナブルファイナンスの基準となるべく策定された。

## 環境的に持続可能な経済活動の分類基準
同規則第3条で定められている。
- 第9条に定める6つの環境目標のうち1つ以上に貢献すること
  - 気候変動の緩和
  - 気候変動への適応
  - 水と海洋資源の持続可能な利用と保全
  - サーキュラーエコノミーへの移行
  - 環境汚染防止と抑制
  - 生物多様性と生態系保全・回復
- 6つの環境目標に著しい害を及ぼさないこと
- 第18条規定の「最低限のセーフガード」を満たしていること
- 技術的スクリーニング基準を満たしていること